# Jackson (hrabstwo Washington)
Jackson – miasto w Stanach Zjednoczonych, w stanie Wisconsin, w hrabstwie Washington.